# 편정택
편정택은 대한민국의 UBC 최고참 아나운서 겸 PD이다.

## 경력
- 2013년 ~ 현재 울산방송 아나운서

## 진행, 연출 프로그램
- ubc 프라임뉴스 : 2013년 2월 25일 ~ 현재
- TV와 시청자
- 시사진단
- 네.모.세.모 (네가 모르는 세상의 모든 정보)
- 문지영의 라디오스타
- 전선민의 유쾌한 데이트
- 잠 못드는 밤 김수희입니다